# Grossos
Grossos é um município no estado do Rio Grande do Norte (Brasil).
Banhado a norte pelo Oceano Atlântico, Grossos possui 9,3 km de litoral, formado pelas praias da Barra, de Pernambuquinho e de Areias Alvas, onde está um grande cajueiro. Faz divisa com os municípios de Mossoró (sul e oeste), Areia Branca (leste) e Tibau (oeste). O território municipal ocupa 124,538 km² de área (0,2358% da superfície estadual), dos quais 3,4717 km² constituem áreas urbanas. A sede municipal está a 288 km de distância de Natal, capital estadual, e a 2 291 km da capital federal, Brasília.
Na atual divisão territorial vigente desde 2017, que agrupa os municípios em regiões geográficas imediatas e intermediárias, Grossos pertence à região imediata de Mossoró e região intermediária homônima. De 1989 a 2017, quando vigoravam as mesorregiões e microrregiões, fazia parte da microrregião de Mossoró, uma das sete microrregiões da mesorregião do Oeste Potiguar.